# Cultura di Diana

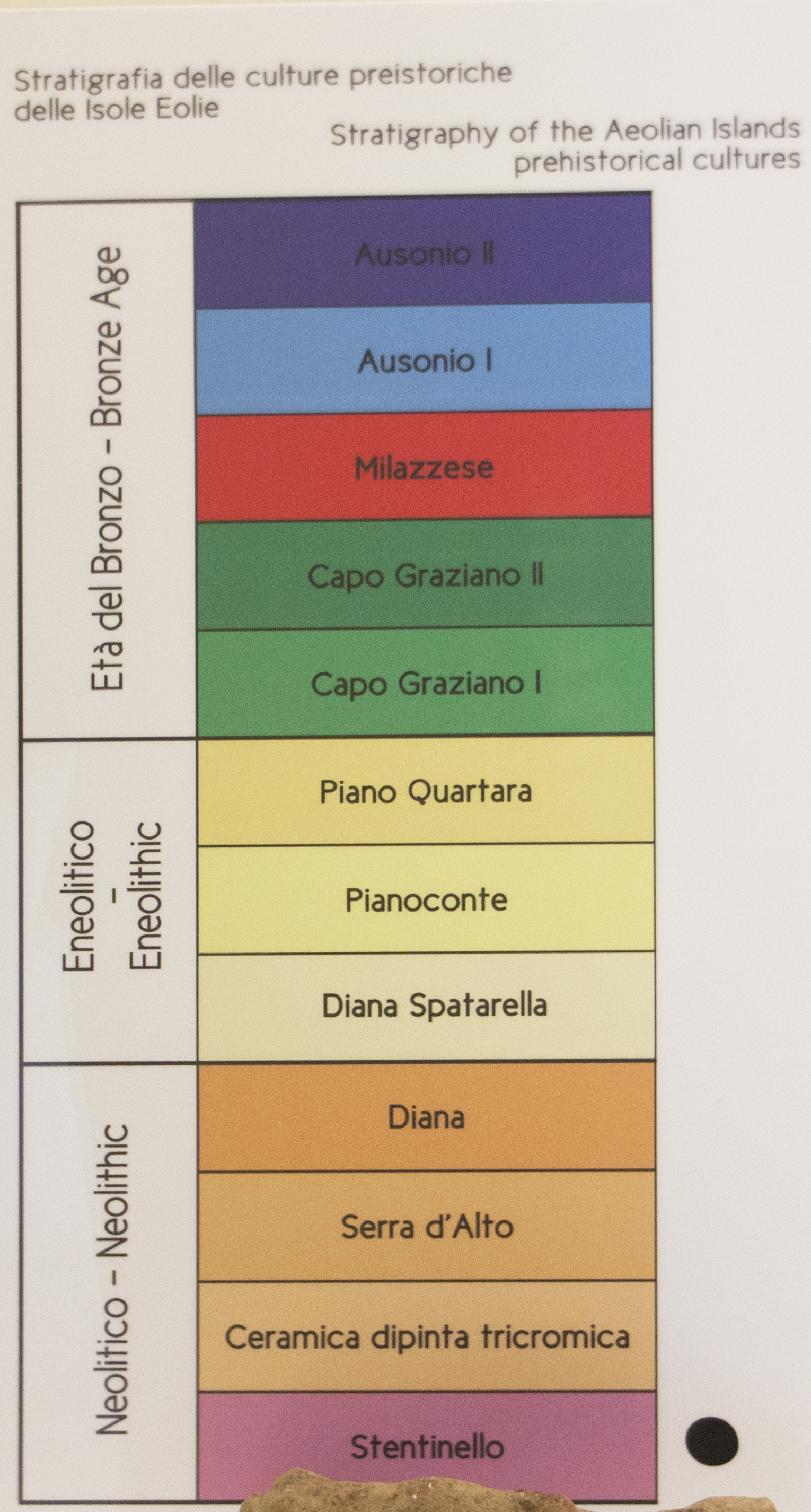
Stratigrafia delle culture preistoriche delle isole Eolie

La cultura di Diana o cultura di Diana-Bellavista è una cultura neolitica italiana che si sviluppa principalmente durante la prima metà del  IV millennio a.C. Il suo nome deriva dal sito di Diana, ai piedi dell'acropoli di Lipari, nelle Isole Eolie nel nord della Sicilia. Gli scavi di questo sito, effettuati dal 1948 da Luigi Bernabò Brea e il suo team, hanno permesso di scoprire un'occupazione preistorica di diverse decine di ettari. Il nome "Bellavista" è quello di una piccola necropoli di tombe rupestri nei pressi di Taranto scavate e pubblicate da Q. Quagliati nel 1906.

## Datazione e estensione geografica
Sono le forme e le decorazioni della ceramica che definiscono la cultura di Diana. I siti archeologici in cui abbondano le ceramiche in stile Diana sono considerati appartenenti a questa cultura. Appare alla fine della cultura di Serra d'Alto durante la seconda metà del V millennio a.C. e fiorì durante i primi secoli del IV millennio a.C. Si trova dal centro a sud della penisola italiana e in Sicilia. La ceramica in stile Diana è puntualmente presente oltre queste regioni, anche nella Pianura Padana.

## Economia e organizzazione sociale
Come durante la precedente cultura di Serra d'Alto, la popolazione vive principalmente di cereali e bestiame, tra cui ovini e caprini. Nella maggior parte dei siti, la caccia è di importanza marginale. Le prove delle attività artigianali e del commercio a lunga distanza sono numerose.
Lo sfruttamento dell'ossidiana di Lipari raggiunge la sua massima intensità durante questa fase. Le lame e alcuni nucleo litico sono distribuiti su centinaia di chilometri per raggiungere le Alpi e le coste orientali del Mare Adriatico.
La selce del Gargano, già sfruttata da diversi millenni, è ancora utilizzata per la produzione di lame a leva di grandi dimensioni presenti nella maggior parte della penisola.
La selce dei Monti Iblei nel sud-est della Sicilia è anche distribuita su centinaia di chilometri. Si trova, ad esempio, nella forma di una grande lama a pressione nella tomba di Girifalco nella provincia di Catanzaro in Calabria. Questa selce raggiunge probabilmente anche Malta.
Questi importanti scambi hanno probabilmente favorito le relazioni con le culture contemporanee. Tra la fine del quinto e la prima metà del IV millennio a.C., nel centro del bacino del Mediterraneo molti di loro presentano forti analogie che suggeriscono influenze reciproche. Questi sono visibili ad esempio nello stile e nelle decorazioni della ceramica. In Francia, la cultura di Chassey ha somiglianze con quella di Diana-Bellavista nel trattamento della superficie dei vasi.

## I siti e la loro distribuzione
Uno degli aspetti più notevoli della cultura di Diana è la continuità nell'occupazione dei villaggi e delle grotte già frequentate durante la cultura di Serra d'Alto. Tutti i mediatori ambientali sono frequentati (aree costiere, pianure, montagne ..., ad esempio Botteghelle).
Seguendo l'immagine dell'habitat, diversi luoghi di culto e funerari che vengono sviluppati durante la cultura di Serra d'Alto sono ancora frequentati durante la cultura di Diana, come l'Ipogeo di Cala Colombo nei pressi di Bari. Diversi cimiteri fatti di tombe di cisto sono anche attribuibili a questa coltura.

## Le produzioni materiali

### La ceramica
Nella cultura Diana-Bellavista, la ceramica ha due aspetti diversi. Lo stile Bellavista, che è nero o grigio, si trova nella maggior parte della penisola italiana. Lo stile di Diana, che è rosso corallo, è presente in Calabria accanto allo stile Bellavista e nelle isole Eolie dove appare da solo. In entrambi i casi, le forme, le decorazioni e l'impasto sono molto vicini. Troviamo ciotole, piccoli colli cilindrici, coppe e tazze. Le maniglie sono a forma di bobine disposte orizzontalmente sul bordo delle pentole. Le superfici dei vasi sono accuratamente lucidate. Le decorazioni sono molto rare e sono fatte da incisioni dopo aver cucinato i vasi; sono per lo più a spirale e poi, nella fase più recente, a zigzag.

### Lavorazione della roccia tagliata
Nel sito di Diana sull'isola di Lipari, blocchi di ossidiana sono stati tagliati sotto forma di piccole lame. I rifiuti associati a questa attività sono particolarmente abbondanti, il che testimonia l'importanza di questa attività in quest'isola in questo periodo. Troviamo ancora nel centro e nel sud della penisola e eccezionalmente oltre delle lame per pressione e per pressione di leva realizzate in pietra del Gargano. Nel sud-est della Sicilia, la selce dei Monti Iblei viene sfruttata anche per la realizzazione degli stessi tipi di prodotti.
Tra gli strumenti, notiamo lo sviluppo significativo di punte di freccia, un tipo di oggetto apparso alcuni secoli prima durante la cultura di Serra d'Alto.

### Il debutto della metallurgia
La cultura Diana segna l'inizio della metallurgia nel sud Italia. Nell'Acropoli di Lipari, un sito che domina Diana, i livelli di cultura di Diana hanno lasciato delle scorie legate alla fusione del rame.

## Le produzioni artistiche
Nella tomba di Arnesano, in provincia di Lecce, è stata ritrovata una piccola statua in calcare che rappresenta un individuo schematizzato.